# Система метър-килограм-секунда
Системата метър-килограм-секунда (абревиатура на английски: MKS) е вид система единици за измерване на физически величини, която използва метър, килограм и секунда като базови единици.
Приета през 1889 г., системата от единици MKS наследява предишната система сантиметър-грам-секунда (CGS) в търговията и машиностроенето. Системата MKS служи за основа за развитието на Международната система от единици (съкратено SI), която е международен стандарт, с което системата CGS постепенно бива заменена.
За разлика от SI обаче, системата MKS не съдържа мерни единици за електричество и магнетизъм.

## Единици в системата MKS
Физическа величина – мерна единица:
- дължина – метър
- маса – килограм
- време – секунда
- сила – нютон
- енергия – джаул
- мощност – ват
- налягане – паскал
- равнинен ъгъл – радиан
- пространствен ъгъл – стерадиан